# Lagoa da Pedreira
A Lagoa da Pedreira ou Lagoa da Póvoa de Varzim é uma lagoa localizada na cidade da Póvoa de Varzim em Portugal, toda rodeada por falésias graníticas, excepto em pequenas margens, localizadas a poente e a sudeste. A Lagoa tem a forma de um L direccionado para nascente e sul, com uma ilhota alta e rochosa na primeira porção.

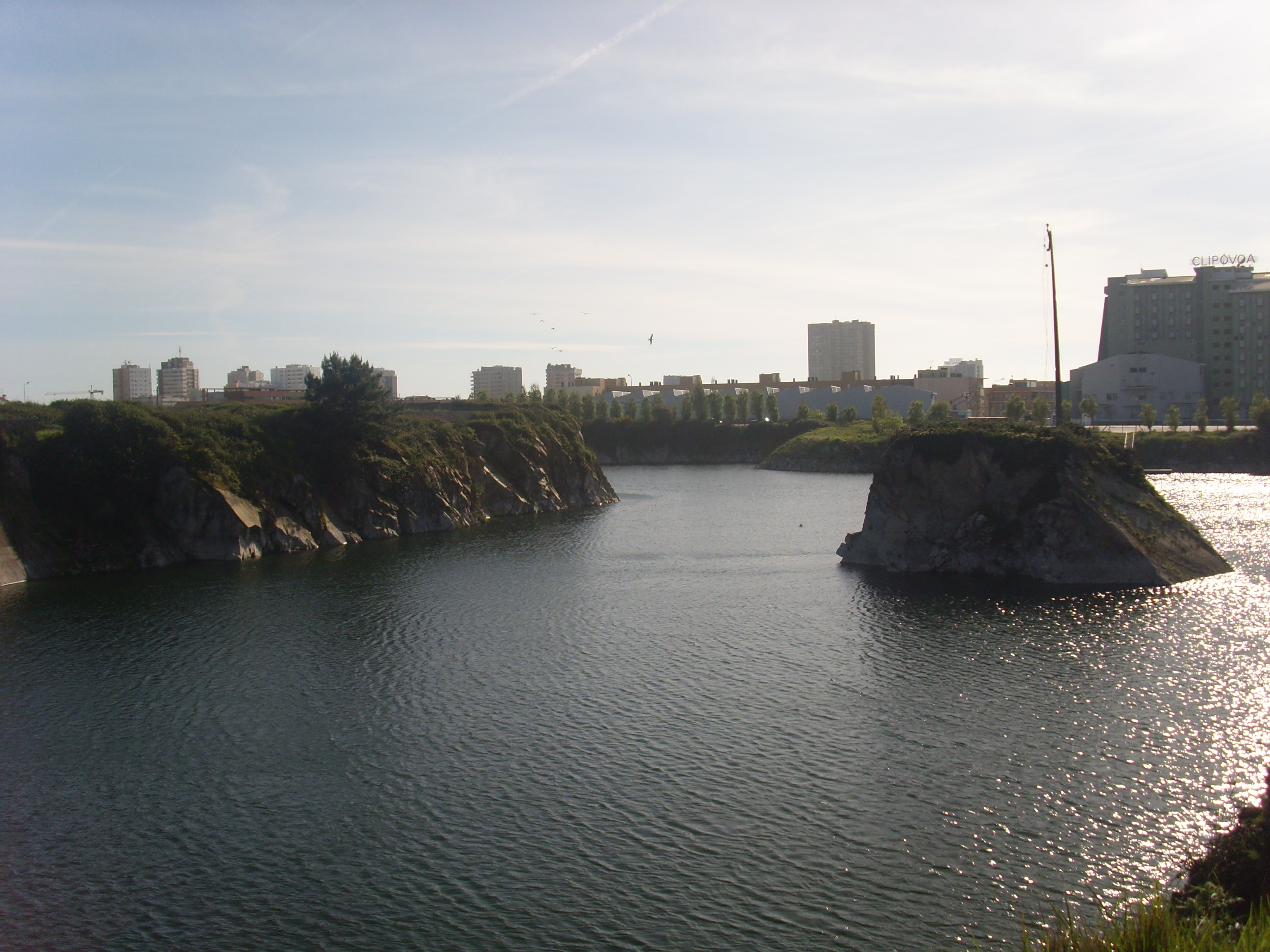
Vista poente da Lagoa da Pedreira.

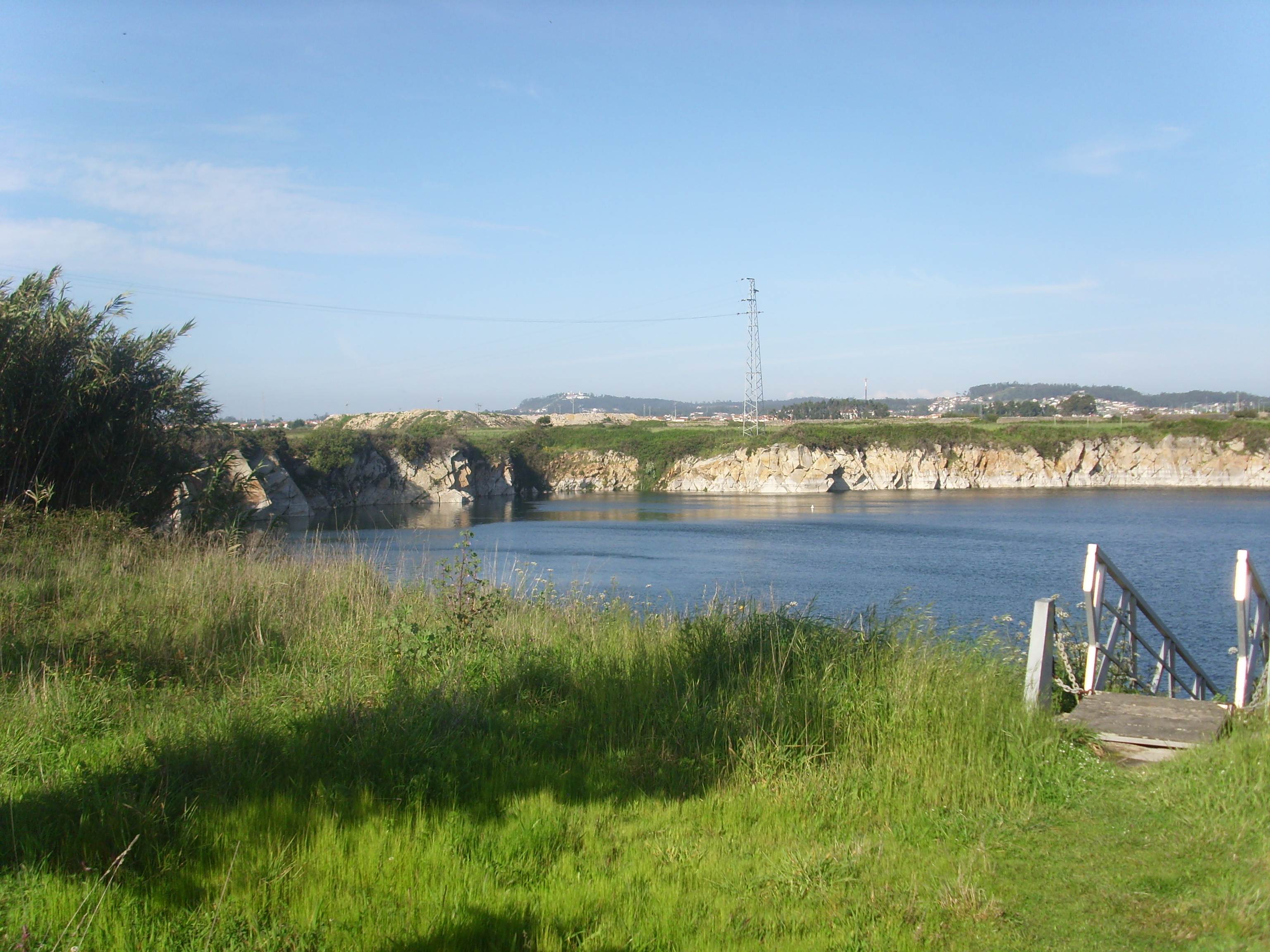
Os montes de São Félix e Cividade vistos da Lagoa.

É uma lagoa que surgiu onde funcionava uma antiga pedreira onde foi obtida a pedra necessária para construir os molhes do Porto da Póvoa de Varzim nos anos 30. Com a extração de pedra, atingiu-se o lençol freático e devido à proximidade de habitações e o contínuo fluxo das águas a pedreira acabou por encerrar, originando a lagoa actual de forma natural no espaço escavado para extracção de pedra.
A lagoa da Pedreira é um refúgio de vida animal quer local, migratória, e ainda proveniente de aquários ("aquarium dumping"), em especial anfíbios, peixes de água doce, tartarugas, lagostins e aves.
Em 2008, o projecto para a integração da Lagoa da Pedreira no Parque da Cidade da Póvoa de Varzim estava em elaboração pela Universidade Técnica de Lisboa, liderado pelo reconhecido arquitecto paisagista Sidónio Pardal, autor dos parques da cidade da Póvoa de Varzim e do Porto. O plano prevê a escavação das falésias em escada, para que, segundo opinião da câmara municipal, a tornar menos perigosa.